# Bolsa de trabajo de Canadá
Job Bank (traducido al español como: Bolsa de trabajo) es un sitio web de empleo operado por el departamento de Empleo y Desarrollo Social de Canadá. Ofrece una base de datos en línea de ofertas de empleo en Canadá, así como otros servicios de empleo e información para los contratantes y los solicitantes de empleo, como la planificación de la carrera, la creación de currículos, la búsqueda de empleo y las notificaciones.
Las provincias que tienen acuerdos de desarrollo del mercado laboral con el gobierno federal deben contribuir con sus listados a la bolsa de trabajo.
En 2018, Saskatchewan anunció que el 1 de mayo de 2018 suspendería su propio motor de búsqueda de empleo provincial, SaskJobs, en favor de Job Bank, para ofrecer servicios «mejorados» a sus usuarios. Esto se produjo después de que el gobierno de Brad Wall hiciera recortes en los programas de empleo y preparación para el trabajo en el presupuesto provincial de 2017-18. Los usuarios criticaron el diseño y la funcionalidad de la bolsa de trabajo, y lamentaron la falta de características tales como regiones geográficas más precisas y opciones no restringidas para los títulos de trabajo sobre SaskJobs, y el sistema de cuenta que requiere información personal más precisa (incluyendo un número de seguro social). En mayo de 2018, la provincia optó por retrasar el cierre total de SaskJobs durante seis meses más. El año siguiente, SaskJobs recibió $430 000 en fondos en el presupuesto provincial 2019-20, y el ministro de inmigración y capacitación profesional, Jeremy Harrison, afirmó que mantener SaskJobs junto con el Job Bank brindaría a los residentes «el equilibrio adecuado en funcionalidad y servicio para hacer crecer su carreras y hacer crecer nuestra economía».

## Empleadores
Un empresario puede publicar un puesto de trabajo en la Bolsa de Trabajo de Canadá, obtener información sobre la contratación de trabajadores internacionales y diversas cuestiones de recursos humanos, informarse sobre cuestiones de permisos y licencias, y obtener información sobre diversos programas de incentivos.

## Empleados
Cualquier persona puede encontrar información general sobre cómo buscar trabajo, cómo se describen las ocupaciones en Canadá, cómo hacer un intento exitoso de obtener un empleo, alternativas al empleo, normas de empleo y trabajo, requisitos para trabajar en Canadá y consejos para categorías específicas de personas.

## Exploración de carrera
El visitante puede explorar las carreras por ocupación, salarios y perspectivas, programa de educación o habilidades y conocimientos. Si el visitante busca por ocupación, el sitio ofrece una lista de puestos de trabajo de la Bolsa de Empleo de Canadá, acompañada de los ingresos medios de la región geográfica, si están disponibles, y otra información. La opción de salarios y perspectivas muestra uno de estos tipos de información para una ocupación o un lugar. Si el visitante selecciona el programa de educación, el sitio intentará identificar un programa basado en las palabras clave introducidas por el visitante. En el caso de las aptitudes y los conocimientos, el sitio muestra en qué medida el patrón de respuestas del visitante coincide con el de una serie de ocupaciones.